# عقاز
عقاز (بالفرنسية Oggaz أو L'Augasse قديما) هي بلديـة من بين بلديات ولاية معسكر الـ 47، وفي نفس الوقت دائرة من بين دوائر ولاية معسكر الـ 16. تقع حوالي 40 كلم جنوب شرق مدينة وهران و 60 كلم شمال غرب مدينة معسكر. مسحاتهـا حوالي 50 كلم مربع، يحدها شمالا بلدية رأس عين عميروش وجنوبا بلدية القعدة وغربا بلدية زهانة وشرقا بلدية سيق. يشق ترابها الطريق السيار شرق-غرب، كما يمر عبرها الطريق الوطني رقم 4 الرابط بين وهران (غرب الجزائر) والجزائر العاصمة (وسط الجزائر).

## التضاريس
أراضيها زراعية وبعضها جبلي، تنتشر بها أشجار الزيتون بها غابة شهيرة تدعى غابة ماردو، جبالها غنية بالموارد الطبيعية غير الحديدية (كلس - رمال - تربة حمراء).
كما يمر عبرها من جنوبها إلى شمالها وادي سمي بإسمها يدعى وادي عقـاز.

## اقتصاديـا
موقع بلدية عقاز المجاور للطريق الوطني المشهور رقم 4 والطريق السيار شرق - غرب جعلها وجهة للعديد من رجال الأعمال للاستثمار بها في مختلف النشاطات، فجد مثلا معامل تصبير الزيتون وصناعة المواد الغذائية كمصنع الطونة وغيرها. كما تتميز هذه البلديــة بوجود مصنع الاسمنت الأبيض والبني لشركة لافارج العالمية على ترابها والذي قضى نسبيا على البطالة بالمنطقة حيث ينتج حوالي 4 ملايين طن من مختلف أنواع الاسمنت.
إضافة إلى ذلك، توجد ببلدية عقاز محطة للسكة الحديدية.
بلـــغ تعداد سكان بلدية عقاز سنة 2011 حوالي 12068 نسمة بينما كان هذا العدد يقدر بـ 10.120 نسمة سنة 1998.